# Надим, Мустафа
Мустафа Надим Джари аш-Шаббани (англ. Mustafa Nadhim Jari Al-Shabbani; 23 сентября 1993, Эд-Дивания) — иракский футболист, центральный защитник и опорный полузащитник клуба «Аль-Шорта» и сборной Ирака.

## Карьера

### Клубная карьера
Воспитанник клуба «Дивания» из своего родного города. В 2010 году присоединился к команде «Наджаф», выступавшей в высшем дивизионе Ирака. В 2013 году перешёл в багдадскую «Аль-Кува», а в 2015 году выступал за «Эрбиль» и в его составе участвовал в матчах Кубка АФК.
Летом 2015 года перешёл в состав действующего чемпиона Ирака «Нафт Аль-Васат» из Эн-Наджафа и в его составе в сезоне 2015/16 выиграл серебряные медали чемпионата.

### Карьера в сборной
В 2012 году стал серебряным призёром юношеского (U19) чемпионата Азии. В составе молодёжной сборной Ирака (U20) участвовал в чемпионате мира 2013 года среди 20-летних, проходившем в Турции, сыграл во всех семи матчах и стал полуфиналистом турнира. В составе олимпийской сборной страны стал бронзовым призёром Азиатских игр 2014 года (сыграл 7 матчей и забил один гол в ворота сборной Таджикистана) и молодёжного (U23) чемпионата Азии 2016 года (сыграл 6 матчей).
В национальной сборной Ирака дебютировал 6 февраля 2013 года в игре против Индонезии. Первый гол за сборную забил в своём втором матче, 6 октября 2013 года в ворота команды Йемена. В составе национальной команды участвовал в Кубке Персидского залива и чемпионате Западной Азии.